# Leomil, Mido, Senouras e Aldeia Nova
Leomil, Mido, Senouras e Aldeia Nova (oficialmente: União das Freguesias de Leomil, Mido, Senouras e Aldeia Nova) é uma freguesia portuguesa do município de Almeida, com 42,42 km² de área e 153 habitantes (censo de 2021). A sua densidade populacional é 3,6 hab./km².

## História
Foi constituída em 2013, no âmbito de uma reforma administrativa nacional, pela agregação das antigas freguesias de Leomil, Mido, Senouras e Aldeia Nova com sede em Mido.

## Demografia
A população registada nos censos foi:
| Distribuição da População por Grupos Etários | Distribuição da População por Grupos Etários | Distribuição da População por Grupos Etários | Distribuição da População por Grupos Etários | Distribuição da População por Grupos Etários | Distribuição da População por Grupos Etários |
| -------------------------------------------- | -------------------------------------------- | -------------------------------------------- | -------------------------------------------- | -------------------------------------------- | -------------------------------------------- |
| Antes da agregação                           |                                              |                                              |                                              |                                              |                                              |
| Ano                                          | 0-14 anos                                    | 15-24 anos                                   | 25-64 anos                                   | >= 65 anos                                   | Total                                        |
| 2001                                         | 15                                           | 17                                           | 123                                          | 148                                          | 303                                          |
| 2011                                         | 5                                            | 10                                           | 59                                           | 147                                          | 221                                          |
| Após a agregação                             |                                              |                                              |                                              |                                              |                                              |
| Ano                                          | 0-14 anos                                    | 15-24 anos                                   | 25-64 anos                                   | >= 65 anos                                   | Total                                        |
| 2021                                         | 11                                           | 2                                            | 39                                           | 101                                          | 153                                          |